# Blecktjärnarna (Haverö socken, Medelpad, 691721-148158)
Blecktjärnarna är en sjö i Ånge kommun i Medelpad som ingår i Ljungans huvudavrinningsområde.